# Hilarius Moa Nurak
Hilarius Moa Nurak SVD (ur. 21 lutego 1943 w Waikabubak, zm. 29 kwietnia 2016) – indonezyjski duchowny katolicki, biskup diecezjalny Pangkal-Pinang 1987-2016.

## Życiorys
Święcenia kapłańskie otrzymał 2 sierpnia 1972.
30 marca 1987 papież Jan Paweł II mianował go biskupem diecezjalnym Pangkal-Pinang. 2 sierpnia 1987 z rąk biskupa Dariusa Nggawa przyjął sakrę biskupią.
Zmarł 29 kwietnia 2016.